# Volksbank Mittlerer Schwarzwald
Die Volksbank Mittlerer Schwarzwald eG ist eine deutsche Genossenschaftsbank in der Rechtsform einer eingetragenen Genossenschaft mit Sitz in Wolfach. Bezogen auf die Höhe der Bilanzsumme liegt sie auf Rang 211 der 735 Genossenschaftsbanken in Deutschland. Die Volksbank Mittlerer Schwarzwald eG entstand 2017 aus der Fusion der Volksbank Kinzigtal eG und der Volksbank Triberg eG.

## Geschäftsgebiet
Das Geschäftsgebiet erstreckt sich im Schwarzwald über sechzehn Filialen in Steinach, Haslach, Hausach, Gutach, Wolfach, Oberwolfach, Schiltach, Schenkenzell, Alpirsbach, Rötenberg, Peterzell, Hornberg, Triberg, Schonach, Schönwald und Furtwangen.

## Geschichte
1926 gründete der Gewerbeverein Triberg die Aussprache eine Kreditgenossenschaft statt, die Triberger Gewerbebank eGmbH. 1943 wurde die Firmenbezeichnung von Gewerbebank Triberg e.G.m.b.H. in Volksbank Triberg e.G.m.b.H. geändert. Im Jahr 1874 wurde der „Spar- und Vorschussverein Alpirsbach“ gegründet, der 1940 in „Volksbank Alpirsbach“ umbenannt wurde. Sechs Jahre später entstand der „Vorschussverein Schiltach“, der sich später „Vereinsbank Schiltach“ nannte. 1894 gründete die Rötenberger Gemeinde die „Raiffeisenbank Rötenberg“ die 1981 im gut 100 Jahre zuvor gegründeten „Spar- und Darlehensverein Peterzell“ aufging. Im südlichen Geschäftsgebiet entstand 1907 der „Ländliche Kreditverein Hausach-Einbach“, 1923 der „Ländliche Kreditverein Oberwolfach“, welcher 1975 in „Raiffeisenbank Oberwolfach“ umbenannt wurde und 1926 die „Gewerbebank Haslach“.
Nach diversen Zusammenschlüssen fusionierten 1988 die „Volksbank Oberes Kinzigtal eG“ (mit Filialen in Schiltach, Schenkenzell, Alpirsbach, Peterzell und Rötenberg) und die „Volksbank Hausach-Haslach eG“ (mit Filialen in Hausach, Gutach, Wolfach, Oberwolfach, Haslach, Fischerbach und Steinach) zur neuen „Volksbank Kinzigtal eG“. Im November 1999 wurde nach zweijähriger Bauphase die neue Zentrale in Wolfach fertiggestellt, welche als Hauptsitz dient. Im Oktober 2016 stimmten die Vertreter der Volksbank Kinzigtal eG und der Volksbank Triberg eG der Fusion beider Banken zu.